# Международно-правовое признание

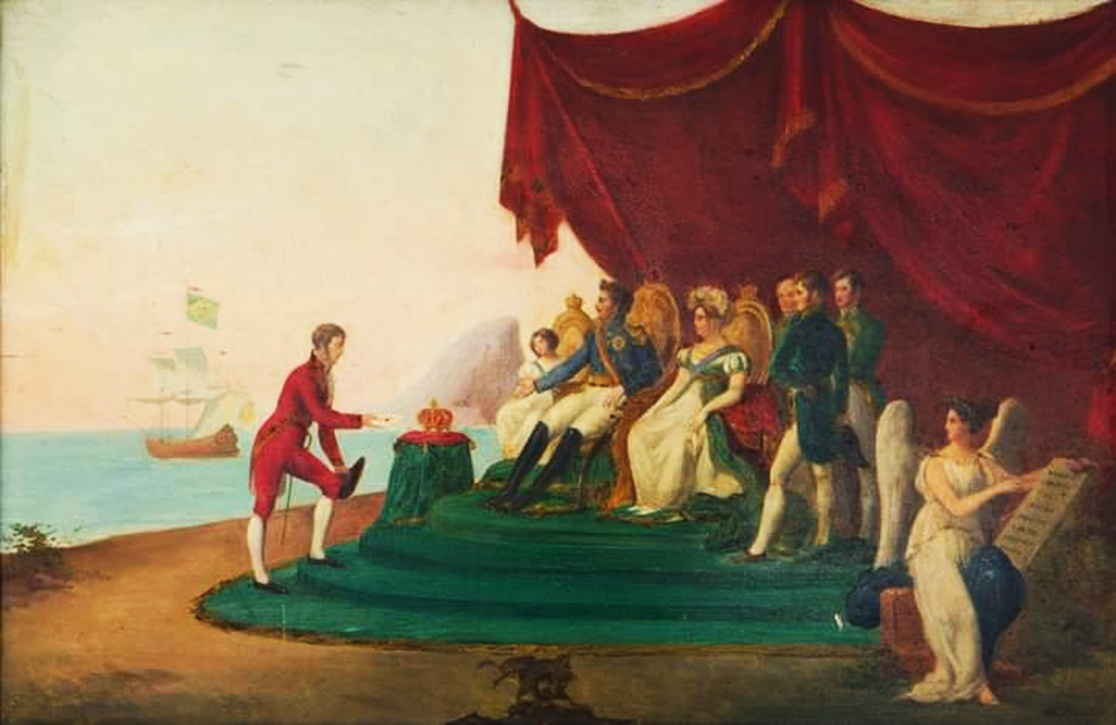
Признание Великобританией независимости Бразильской империи: посланник британской короны Чарльз Стюарт вручает верительную грамоту императору Педру I (картина Леона Тирода).

Междунаро́дно-правово́е призна́ние — односторонний акт государства, посредством которого юридически признаётся возникновение нового субъекта международного права с целью установления с ним дипломатических либо иных отношений.
Признание новых государств или правительств является исключительной прерогативой других суверенных государств.

## Виды признания
Основные виды международно-правового признания следующие:
- признание государства (государствоподобного субъекта международного права). Признание государства, сделанное другим государством, свидетельствует о том, что новое государство признаётся независимым и суверенным государством, полноправным участником международных отношений;
- признание правительства (в том числе и правительства в изгнании или другого ещё не обладающего реальной государственной властью, но намеренного обладать ей в будущем). Такое признание свидетельствует о том, что новое правительство теперь рассматривается как законное правительство данного государства, представляющее его на международной арене. Вопрос о таком признании может возникать при революциях или переворотах, но практически никогда не возникает при обычной смене власти в той или иной стране, например, в результате демократических выборов;
- признание восставшей (воюющей) стороны;
- признание борющихся за независимость наций или национально-освободительных движений;
- признание организаций сопротивления.

Кроме того, по критерию времени признания разделяют на:
- Преждевременное — производится до того, как образование приобрело признаки государства (территория, население, независимость власти и способности вступать в международные отношения[3]) или правительство полностью пришло к власти. Большинством ученых воспринимается как вмешательство во внутренние дела государства (А. Фердросс, Л. Оппенгейм)[4].
- Запоздалое — производится спустя большой промежуток времени после приобретения государством всех признаков субъекта международного права (например, признание КНР Соединёнными штатами Америки в 1979 году).

В литературе также по критерию субъекта, который совершает акт признания в отношении дестинатора выделяется:
- индивидуальное — признание одним государством другого государства либо правительства;
- коллективное — одновременное признание государства (правительства) группой государств в рамках международной конференции.

## Формы
Существуют следующие формы международного признания:
- признание де-юре — полное официальное признание государств (государствоподобных субъектов международного права) или их правительств. Установление либо поддержание дипломатических отношений всегда свидетельствует о таком признании, хотя не является обязательным для него;
- признание де-факто — неполное и неокончательное признание. При таком признании дипломатические отношения могут быть не установлены, однако заключаются двусторонние торговые, финансовые, образовательные, экологические и другие соглашения. Применяется, когда у признающего государства нет уверенности в прочности нового субъекта международного права, либо когда сам субъект себя считает временным образованием. В отличие от двусторонних договоров, сам факт участия двух государств в одном многостороннем международном договоре или международной организации не может свидетельствовать об их взаимном признании в какой-либо форме;
- признание ad hoc — разовое временное признание, когда такой акт носит вынужденный характер для того, чтобы разрешить конкретные вопросы между государствами, которые официально не желают признавать друг друга.

## Признание государств

### Теории
При признании новых государств в международной практике применяются две противоположные друг другу теории: конститутивная (Г. Кельзен, Д. Анцилотти, Г. Еллинек) и декларативная (Ф. Ф. Мартенс, О. И. Тиунов). В соответствии с первой теорией только признание создаёт новое государство как субъект международного права; признание имеет ключевое значение при приобретении государством международной правосубъектности. Вторая теория говорит о том, что достаточно только самого факта провозглашения нового государства, чтобы у него появилась международная правосубъектность, при этом акт международного признания всего лишь констатирует это событие.

### Критерии признания

Признание независимости Государства Палестина:
государства, признающие его независимость и имеющие с ним дипломатические отношения
только признают его независимость, не имея с ним дипломатических отношений
не признают его независимость

Правила признания государств регулируются по большей части международно-правовым обычаем. Однако некоторые критерии вытекают непосредственно из общих принципов международного права. Так, не могут быть признаны государства, образовавшиеся в ходе прихода к власти меньшинства, проводящего расистскую или иную запрещенную политику (как, например, в случае провозглашения независимости Южной Родезии в 1965 году, когда Совет Безопасности ООН призвал не признавать «незаконный режим расистского меньшинства»), а также государства, образованные в ходе агрессии или оккупации территории другого государства.
В 1991 году на встрече министров иностранных дел стран ЕС были сформированы следующие критерии, которым должно соответствовать государство для его официального признания:
- Соблюдение положений Устава ООН;
- Уважение принципа нерушимости границ;
- Уважение прав и свобод человека, построение демократического режима, гарантирование прав этнических и национальных меньшинств;
- Принятие обязательств, касающихся разоружения и нераспространения ядерного оружия;
- Мирное разрешение региональных споров, в том числе связанных с вопросами правопреемства.

Данные критерии носят рекомендательный характер, при этом они имели определяющее значение при признании новых государств на территории Восточной Европы и бывшего СССР.

### Значение и порядок признания
Значение признания государства трудно переоценить. Только признанное государство может в полной мере нести права и обязанности, основанные на нормах международного права, участвовать в полной мере в международном общении и сотрудничестве, согласовании международно-правовых норм. Послы, консулы и представители государства могут не пользоваться иммунитетами и привилегиями в не признающем их государстве.
Право признания государств является суверенным правом государств. Акт признания может быть совершен только от имени государства или его правительства. Международные организации, включая ООН не имеют права признавать государства или правительства:
Признание нового государства или правительства — это акт, который могут совершить или отказаться совершить только государства и правительства. Как правило, оно означает готовность установить дипломатические отношения. Организация Объединённых Наций — это не государство и не правительство, и поэтому она не обладает никакими полномочиями признавать то или иное государство или правительство
Юридическое признание обычно осуществляется посредством односторонних актов. В большинстве случаев подобный акт выполняет две функции: устанавливает факт существования государства, а также устанавливает дипломатические отношения между государствами (например, Указ Президента РФ от 12.05.1993 «О признании Эритреи», Указ Президента РФ 11.07.2011 «О признании Российской Федерацией Республики Южный Судан и об установлении с ней дипломатических отношений»).

## Признание правительств
Обычно признание правительств подразумевается при признании государств в целом. То есть, признавая новое государство, другое государство автоматически признаёт и его правительство. Однако существует несколько подходов к признанию правительств, пришедших к власти неконституционным (революционным) путём.
Доктрина непризнания правительств, пришедших к власти неконституционным путём, выдвинутая в 1907 году министром иностранных дел Эквадора Карлосом Тобаро. В соответствии с ней, такие правительства не должны признаваться государствами.

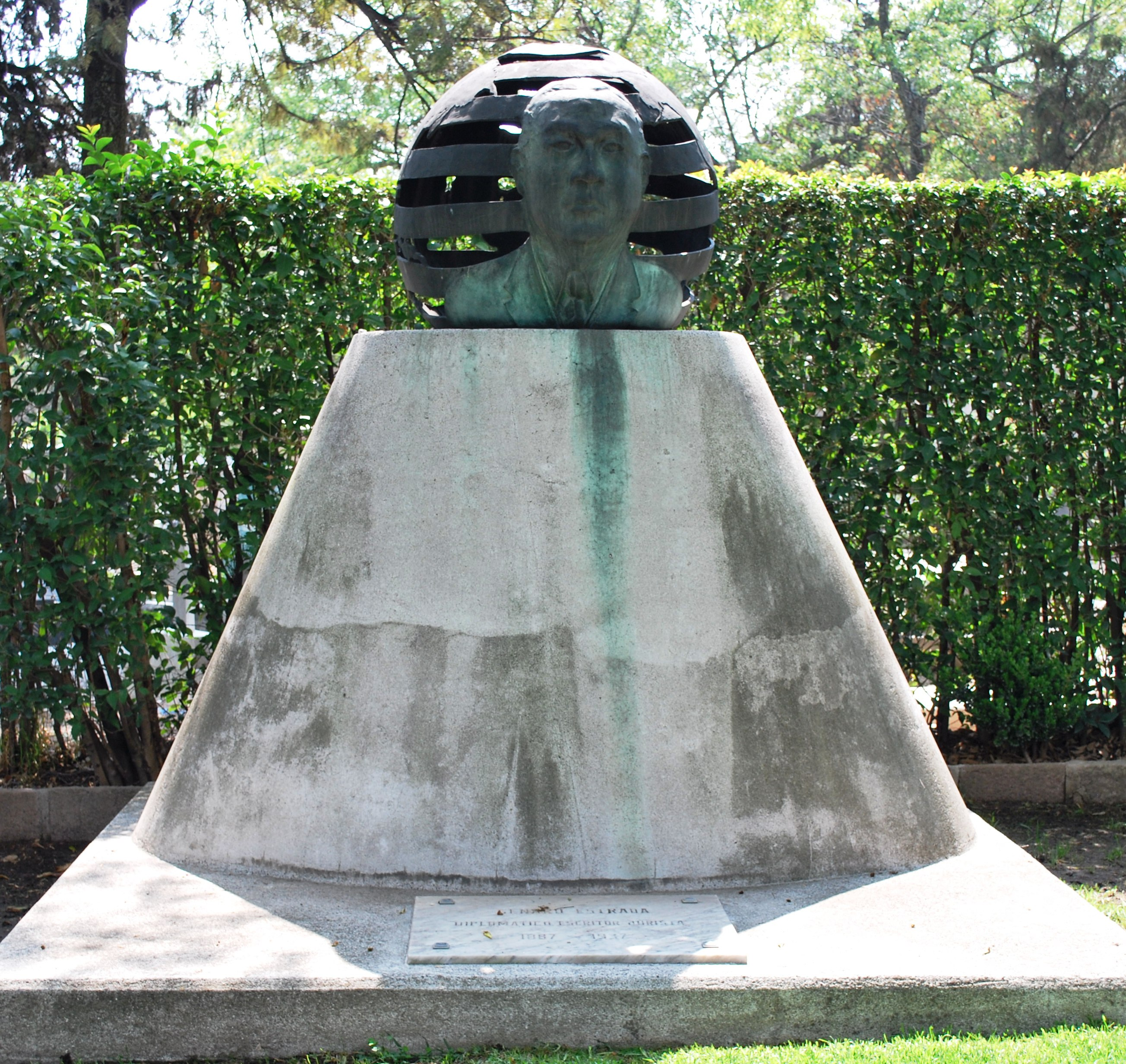
Памятник Хенаро Эстраде в Мехико

В 1930 году министром иностранных дел Мексики Хенаро Эстрада была выдвинута другая доктрина, согласно которой подобные правительства могут признаваться не принятием отдельного акта, а простым установлением дипломатических сношений. Доктрина Эстрады главным образом была направлена против использования института признания правительств для вмешательства во внутренние дела латиноамериканских стран со стороны США и ряда других государств, что делалось в соответствии с доктриной Тобара, и была связана с декларативной теорией признания государств.
В настоящее время признание правительств, пришедших к власти неконституционным путём осуществляется в большинстве случаев установлением внешних сношений с государством (аккредитации направленных этим правительством послов, направлении собственных послов). При этом учитываются следующие критерии:
- Правительство должно независимо осуществлять действительное фактическое обладание государственной властью на соответствующей территории[18].
- Правительство пользуется поддержкой народа, реализует и не нарушает права человека и гражданина.
- Правительство установило демократический режим
- В процессе прихода правительства к власти не было вмешательства иных государств во внутренние дела государства[14].

### Признание правительств в изгнании
Признание правительств в изгнании (в эмиграции) было достаточно распространенной практикой во время Второй мировой войны. Однако с позиций современного международного права такое правительство не отвечает критериям признания — в частности из-за того, что оно больше не связано с территорией и населением страны, не осуществляет эффективного контроля и не имеет властных полномочий, поэтому институт признания правительств в изгнании используется достаточно редко.

## Признание восставшей (воюющей) стороны
Признание восставшей (воюющей) стороны тесно связано с понятиями конфликта внутреннего и международного характера, установленных Женевской конвенцией 1949 года. Признание в качестве восставших и воюющих означает, что восстание, гражданская война или национально-освободительное движение из конфликта, имеющего внутренний характер, превращается в конфликт, имеющий международный характер.
Восставшая или воюющая сторона обязаны соблюдать нормы международного, в том числе гуманитарного права, законы и обычаи войны. Они несут ответственность перед признавшими их странами за вред, причиненный их имуществу или гражданам, юридическим лицам.
Критериями признания стороны конфликта восставшей или воюющей являются:
- наличие гражданской войны, протекающей в виде вооруженных действий широкого масштаба;
- оккупация повстанцами значительной части национальной территории и наличие определённой степени правильно организованного управления ею;
- соблюдение вооруженными силами повстанцев, действующими под командованием ответственного руководителя, установленных правил ведения войны;
- практическая необходимость для третьих государств определить свою позицию к происходящей гражданской войне.

Как правило, признание восставшей (воюющей) стороны не ведет к установлению дипломатических отношений.
Примеры признания в качестве восставшей (воюющей) стороны:
- Признание Соединенными штатами Америки Кубы, боровшейся за независимость от Испании в 1896 году.
- Признание Великобританией и Францией КША и США в качестве воюющих сторон гражданской войны.
- Признание Францией и Мексикой Фронта национального освобождения имени Фарабундо Марти (ФНОФМ) как воюющей стороны в гражданской войне в Сальвадоре в 1981 году.

## Признание борющейся нации
Признание борющейся за независимость нации взаимосвязано с принципом самоопределения наций и народов. Признание борющейся за независимость нации или народа имеет целью подтверждение его статуса в качестве субъекта международного права (в отличие от воюющих или восставших сторон, которые субъектом международного права не являются, а признание закрепляет лишь их временный статус в качестве субъекта гуманитарного права). Орган национального освобождения в этом случае приравнивается к правительству нового зарождающегося государства.
По своей природе, признание борющейся нации является переходным этапом на пути к признанию государства. Основаниями для признания борющейся нации или народа являются:
- Нация или народ находятся в подчинении иностранного государства, подвергаются иностранному господству, а их эксплуатация является отрицанием основных прав человека, противоречащая Уставу ООН и препятствующая развитию международного сотрудничества и установлению мира;
- Народ обладает своей территорией, исторически принадлежавшей ему;
- Во главе борьбы за свою независимость, стоит орган, координирующий её и выступающий от имени всего народа.

Примерами признания наций и народов, борющихся за независимость являются:
- Признание Организации Освобождения Палестины в качестве единственного законного представителя палестинского народа (признание выражено государствами в рамках резолюции XXIX сессии от 22 ноября 1974 года)[25].
- Признание большинством государств Фронта национального освобождения Алжира[26].
- Признание некоторыми странами Фронта ПОЛИСАРИО в качестве законного представителя народа Западной Сахары (подробнее: Международно-правовой статус Сахарской Арабской Демократической Республики).

## Признание органов сопротивления

Флаг «Сражающейся Франции» — антифашистского движения сопротивления

Потребность в признании организаций (органов) сопротивления возникает в случае, когда часть или вся территория страны подвергается иностранной оккупации. Исторически данный вид признания берёт своё начало во времена Второй мировой войны, когда сопротивление было официально признано в ряде европейских государств, захваченных нацистской Германией (Польша, Франция, Югославия). В отличие от признания восставшей (воюющей) стороны, признание органов сопротивления осуществляется не при наличии гражданской войны в государстве (в том числе, вызванной нелегитимностью правительства, находящегося у власти), а именно в случае установления оккупационных органов правления в стране, подвергнувшейся иностранной интервенции. Признание организации сопротивления (как и признание восставшей (воюющей) стороной) является промежуточным этапом на пути к признанию правительства и государства.